# Ardales
Ardales és un municipi d'Andalusia, a la província de Màlaga, entre Álora, Teba i Casarabonela, situada en els contraforts septentrionals de la Sierra de las Nieves en la seva transició cap als embassaments del Guadalhorce. En l'any 2006 tenia 2.558 habitants. La seva extensió superficial és de 106 km² i té una densitat de 24,13 hab/km². Les seves coordenades geogràfiques són 36° 52′ N, 4° 50′ O. Està situada a una altitud de 445 metres i a 52 quilòmetres de la capital de província, Màlaga.

## Història
Existeixen diversos rastres prehistòrics en les coves de l'entorn, sent la primera fortificació de l'enclavament obra dels celtibers (Turobriga) i posteriorment ampliat en l'època romana. El nom és d'arrel mossàrab, amb alguns canvis fonètics deguts a la influència de l'àrab. Serà en època àrab en la qual prengui rellevància l'enclavament, sobretot durant la rebel·lió d'Úmar ibn Hafsun contra l'emir de Còrdova (880), qui també va construir el poblat rupestre de Bobastro. Va ser conquistada pels cristians en 1389, moment a partir del qual va rebre una important immigració des de Castella, tal com va succeir amb els territoris afectats per la Reconquesta castellana del centre i sud peninsular.
Als voltants d'Ardales, a més del poblat rupestre de Bobastro, també es troba l'entorn natural dels embassaments del Guadalhorce i el Congost de los Gaitanes. Les principals festes del poble són la Festa de la Matança (al febrer) i la Fira en honor de la seva patrona, la verge de Villaverde (al setembre). Ardales es va fer popular després de les Eleccions Municipals del 27 de maig de 2007, ja que l'ajuntament del municipi que tenia el PSOE durant molts anys per Salvador Pendón, actual president de la Diputació de Màlaga, va ser presa, després d'aquestes eleccions, per Juan Calderón Ramos (Izquierda Unida), que governà gràcies als vots de Falange Española Auténtica. A les Eleccions municipals espanyoles de 2011 Izquierda Unida revalidà la seva majoria, amb 4 regidors, i continua al govern municipal. El PSOE en va treure 4, i el PP 3. Falange Española Auténtica no va obtenir representació.
Com a curiositat, Ardales es troba agermanat amb Blanes, província de Girona. Ardales va ser un important focus d'emigració cap a Blanes, contribuint a l'augment de la població de la zona de manera permanent. Aquest important fenomen migratori se situa a principis de la segona meitat del segle xx. Ardales va aportar molta mà d'obra, sobretot als sectors turístic i constructor.